# Дисней, Уолт
Уо́лтер (Уо́лт) Эла́йас Дисне́й, Ди́сни, Ди́зни (англ. Walter Elias Disney, Walt Disney, МФА: [ˈwɔltɚ ɪˈlaɪəs ˈdɪzni]; 5 декабря 1901, Чикаго, Иллинойс — 15 декабря 1966, Бербанк, Калифорния) — американский художник-мультипликатор, кинематографист и антрепренёр, один из основоположников индустрии анимационного кино; кинорежиссёр, актёр, сценарист и продюсер.
Сооснователь (в 1923; вместе со старшим братом Роем Оливером Диснеем) компании Walt Disney Productions, ставшей основой мультимедийной империи The Walt Disney Company — одной из крупнейших в истории развлекательного бизнеса.
Дисней стал создателем первых в истории кинематографа звукового и музыкального мультфильмов[уточнить]. Так режиссёр снял 111 фильмов и был продюсером ещё 576 кинофильмов. Выдающиеся заслуги Диснея в области киноискусства отмечены 26 статуэтками «Оскар» (абсолютный рекорд) и премией имени Ирвинга Тальберга (которая обладает статусом «Оскара», но не представляет собой привычную статуэтку), а также другими многочисленными наградами и премиями.

## Биография

### Ранние годы
Уолт Дисней родился 5 декабря 1901 года в Чикаго. Среди его предков были англичане, канадцы, ирландцы и немцы. В 1906 году семья переехала на ферму в штат Миссури, а в 1910 году — в Канзас-сити. В 14 лет Уолт уже подрабатывал как разносчик газет. Во время Первой мировой войны Дисней год прослужил за рулём санитарной машины Международного Красного Креста во Франции, вместе с ним в одной роте служил Рэй Крок (будущий владелец McDonald’s).
В 1920 году Дисней устраивается художником на студию кинорекламы, где начинает создавать свои первые рекламные фильмы — тогда же у него возникло желание продолжить свои эксперименты в мире рисованной анимации. Со временем Дисней открыл в Канзас-Сити свою первую студию анимации «Laugh-O-Gram», где его компаньоном и ведущим мультипликатором стал Аб Айверкс. Однако вскоре фирма обанкротилась. Первый мультфильм Уолт Диснея, 20 Марта 1921г - «Смехограммы» была новым словом в мультипликации. Мультфильм получился живым и остроумным.

### Дебют
В 1922—1927 годах он выступал как сугубо творческий работник, а после войны занялся кинопроизводством. В 1923 году Дисней переезжает в Лос-Анджелес, где со своим братом Роем создаёт в Голливуде Disney Cartoon Studio как небольшую анимационную студию. Первого марта 1924 года Дисней представил свой первый трюковый фильм «День Алисы на море», подсказанный героями книжки Льюиса Кэрролла «Алиса в стране чудес». Свою серию фильмов, нарисованных в 1926—1927 годах, режиссёр тоже назвал в честь героини этой книги — «Алиса в стране мультипликации» (всего Дисней снял 56 фильмов о приключениях Алисы). Тогда же начал формироваться стиль диснеевских фильмов.

### Микки Мауси другие
В 1927 году огромную популярность получил фильм «Кролик Освальд», а его герой открывает галерею знаменитых персонажей из фильмов Диснея. Мышонка Микки Мауса, которого нарисовал Аб Айверкс, сначала звали Мортимер, но вскоре он получил имя, сегодня хорошо известное во всем мире. Впервые мышонок Микки Маус появился в немом фильме «Безумный самолёт» (1928), а в том же году стал героем и первого звукового фильма Диснея — «Пароходик Вилли» (первый в истории рисованный фильм с синхронным звуком). В первых лентах Дисней сам озвучивал мышонка, и вскоре этот фильм открыл перед режиссёром дорогу к успеху.
В 1929 году Дисней начал работать над циклом «Наивные симфонии», и к 1938 году снял свыше 70 серий, включая «Танец скелетов» (1929), «Гадкий утёнок» (1932), «Три поросёнка» (1933). В этих фильмах появляются собака Плуто (1930), пёс Гуфи (1932), а также селезень Дональд Дак (1934).

### «Белоснежка и 7 гномов», «Пиноккио»

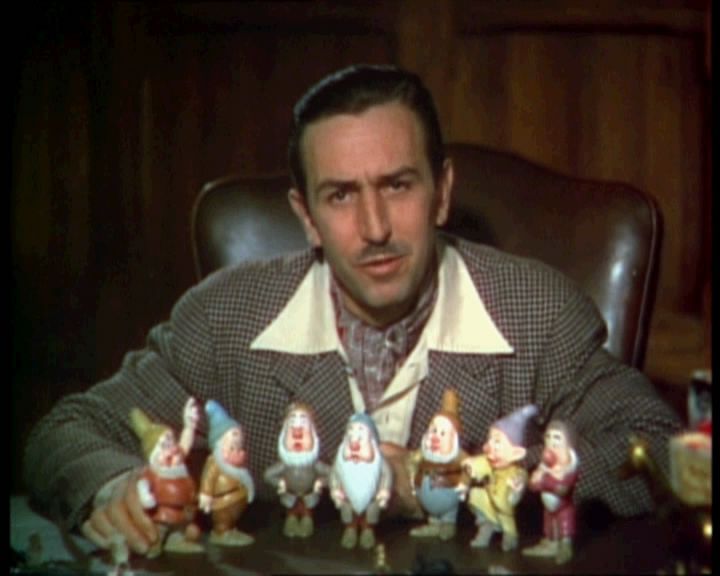
Дисней и семь гномов в 1937

Когда Диснею было 14 лет и он подрабатывал продажей газет, в Канзас-Сити он увидел короткий немой мультфильм о Белоснежке, который ему запомнился на всю жизнь. Осенью 1934 года Дисней сделал первый набросок сценария по мотивам сказки братьев Гримм. Над последней версией этого сценария вместе с Диснеем трудилось несколько человек, включая Отто Ингландера, Эрла Харда и Тэда Сирса. 21 декабря 1937 года на экранах Америки впервые был показан полнометражный анимационный фильм Диснея «Белоснежка и семь гномов» по сказке братьев Гримм. «Белоснежка» принесла Диснею огромный успех: популярность, 8 млн долларов дохода и восторженные отклики в профессиональной прессе.
Вскоре появились новые полнометражные фильмы. «Пиноккио» (1940) по сказке итальянского писателя ΧΙΧ века Карло Коллоди зрителями был воспринят с восторгом, который разделяли и критики. Успех был результатом титанического труда: чтобы лучше нарисовать сцену, когда Пиноккио пытается убежать от кита, художники долго изучали повадки и движения настоящих китов. Музыка к этому фильму, авторами которой были Ли Харлайн, Поль Смит и Нед Вашингтон, награждена «Оскаром». Была также отмечена песенка «When you wish upon a star» (музыка Ли Харлайна на слова Неда Вашингтона).

### «Фантазия»
Построить собственное сказочное королевство было давней мечтой основателя анимационной студии Уолта Диснея. В 1953 году Уолту Диснею удалось уговорить 17 семей продать ему землю в 50 километрах к югу от Лос-Анджелеса, и началось строительство парка, подобного которому ещё не существовало. А 17 июля 1955 года состоялось торжественное открытие «Диснейленда».
Противоречивое мнение вызвал мультфильм «Фантазия» (1940) режиссёра Уолта Диснея по сценарию Джо Гранта и Дика Хьюмара и под музыкальным руководством Эдварда Пламба. Идея фильма возникла ещё со времени работы над «Наивными симфониями», в которых фабула тесно переплеталась с музыкальными произведениями. «Фантазия» — это смелый эксперимент со звуком, цветом и изображением, попытка передать музыку в линии и цвете, подчиняя рисунок музыкальному контексту. Например, токката и фуга Иоганна Себастьяна Баха показаны в виде абстрактных форм, а музыка из балета Чайковского «Щелкунчик» сопровождается танцем грибов. Наиболее безвкусным фрагментом фильма критики называли сцену, когда под звуки «Пасторальной симфонии» Бетховена на экране появляются кентавры. Только в 1960-х годах «Фантазия» получила признание, когда такие произведения стали массово пропагандировать популярную музыку.

### «Дамбо» и «Бэмби»
Полнометражные фильмы Диснея часто называют семейными. В частности, речь идёт о фильме «Дамбо» (1941) — музыкальном рассказе по мотивам книги Хелен Эберсон и Гарольда Перла о маленьком цирковом слонёнке, который научился летать (режиссёр — Бен Шарпстин). Динамичные приключения, великолепная пластика рисованных персонажей — всё это принесло фильму огромную популярность. Знаменитыми стали сцены парада розовых слонов, а также фантазии слонёнка, выпившего шампанского из бочки.
Симпатию не только молодых зрителей, но и их родителей завоевал и оленёнок из фильма «Бэмби» (1942).

### «Золушка» и другие мультфильмы
В 1950 году Дисней создал рисованную версию о скромной девушке, которая с помощью доброй феи становится невестой прекрасного принца. Режиссёрами фильма «Золушка» были Уилфред Джексон, Гамильтон Ласки и Клайд Джероними. Среди примечательных сцен стоит назвать ту, когда мыши, толкающие огромную тыкву, превращаются в великолепных скакунов, запряжённых в карету, а добрая фея превращает лохмотья Золушки в бальное платье. За техническое мастерство фильм на Берлинском кинофестивале был награждён «Золотым медведем», а Золушка появилась на футболках, постельном белье и платочках во многих странах мира.
Режиссёры, снявшие «Золушку», создали в 1953 году и полнометражный мультфильм «Питер Пэн» по книге сэра Джеймса Барри. За ним последовали такие знаменитые ленты, как «Леди и Бродяга» (1955), «Спящая красавица» (1959) и «101 далматинец» (1961), ставшие классикой мультипликационного кино.

### Продюсерская деятельность
В 1948 году Уолт Дисней начал снимать свою знаменитую серию цветных образовательных фильмов, главным образом о природе — в частности, картины «Живая пустыня» (1953) и «Исчезающая прерия» (1954), режиссёром которых был Джеймс Элгар. Эти фильмы завоевали большую популярность, раскрывая малоизвестные стороны жизни животных и растений и вызывая у зрителей желание сберечь природу.
Тогда же стали снимать игровые приключенческие фильмы, рассчитанные на юного зрителя — «Остров сокровищ» (1950) по повести Роберта Льюиса Стивенсона (режиссёр Байрон Хэскин), «Робин Гуд» (1952) (режиссёр Кен Аннакин), а также мюзикл «Мэри Поппинс» (1964), в котором совмещены живые актёры и анимация. Этот фильм был награждён пятью «Оскарами» (режиссёр Роберт Стивенсон). Во всех этих фильмах Дисней выступал как продюсер, следил за ходом съёмок и оказал большое влияние на художественную сторону фильмов.

### Смерть
15 декабря 1966 года Уолт Дисней скончался в Лос-Анджелесе на 66-м году жизни от рака лёгких. После этого носящая его имя компания приняла стратегическое решение отказаться от показа сигарет в своих фильмах. После его смерти киностудия продолжила снимать анимационные и игровые фильмы для детей всех возрастов. В 1968 году Уолт Дисней был посмертно награждён высшей наградой США — Золотой медалью Конгресса, а также Президентской медалью Свободы самим президентом США Линдоном Джонсоном.
Распространена версия о заморозке мультипликатора в криогенной камере, на которую он пошёл в надежде на нахождение метода оживления организма человека в далёком будущем. Однако на самом деле его останки покоятся на кладбище Форест-Лаун.

## Личная жизнь
В июле 1925 года женился на секретарше своей студии Лилиан Боундс (1899—1997). В 1933 году у них родилась дочь Дайана Мэри (пара в течение 8 лет пыталась завести ребёнка, предыдущие две беременности закончились выкидышами, причинив много страданий Уолту и Лилли). Не имея возможности родить второго ребёнка, в 1937 году супруги удочерили маленькую девочку, дав ей имя Шэрон Мэй Дисней (1936—1993).
Дайана Мэри Дисней (1933—2013) — мать семерых детей, автор популярной биографии Уолта Диснея, организатор нескольких проектов, связанных с его именем, один из руководителей «The Walt Disney Company», основатель музея Уолта Диснея в Сан-Франциско (открыт в октябре 2009 года). По словам Дайаны, Уолт Дисней был примерным семьянином, посвящал семье всё свободное от работы время, часто гулял с дочками, и именно во время этих прогулок ему пришла в голову идея создать такое место, где было бы интересно как взрослым, так и детям. Впоследствии таким местом стал Диснейленд.
Дисней был убеждённым антикоммунистом. Газета The New York Times указывала, что в книге писателя Марка Элиота «Уолт Дисней — чёрный принц Голливуда» утверждается, что Дисней долгие годы сотрудничал с ФБР. Журналист Шимон Бриман утверждает, что Дисней по своей инициативе писал в бюро доносы на коллег по Голливуду. После войны Уолт Дисней активно помогал Комиссии по антиамериканской деятельности выявлять «скрытых коммунистов» в мире кино.
Дисней боялся мышей.

## Режиссёрский стиль
Начиная с «Пароходика Вилли» в лентах Диснея важную роль начинает играть музыка. Звук в его фильмах служит не только фоном для диалогов, а становится их важной составной частью, музыкальным фоном, создавая гармонию всего рисованного произведения.
Художники Диснея, перед тем как рисовать животных, всегда тщательно изучали повадки их живых прототипов. Поэтому все движения на экране крайне правдоподобны.
В «Фантазии» Уолта Диснея впервые на широком экране появляется стереозвук. Все отмечали высокое качество музыкального сопровождения этого фильма, которое было записано в исполнении Филадельфийского симфонического оркестра под руководством Леопольда Стоковского.
Дисней одним из первых режиссёров начал использовать трёхплёночные киносъёмочные аппараты для трёхцветного процесса «Техниколор» (англ. Technicolor).
На студии Уолт Дисней ввёл систему премирования мультипликаторов, позже принятую на других студиях, в том числе и на «Союзмультфильме». Художник-мультипликатор, предложив трюк режиссёру, получал небольшое вознаграждение.

## Дисней и антисемитизм
И во время жизни, и после смерти Диснея активно обсуждался его возможный антисемитизм. Обвинения основываются на ряде эпизодов. Арт Бэббит утверждал, что Дисней посещал собрания Германоамериканского союза. Другой аниматор, Дэвид Свифт, увольняясь со студии Диснея, наткнулся на антисемитский выпад Уолта. В 1938 году, после того как общество было шокировано Хрустальной ночью, Дисней устроил Лени Рифеншталь экскурсию по своей студии.

## Память
- В честь У. Диснея назван астероид (4017) Disneya, открытый астрономом Людмилой Карачкиной в Крымской Астрофизической Обсерватории 21 февраля 1980 г.
- Роль Диснея в биографическом фильме «Спасти мистера Бэнкса» (2013) исполнил Том Хэнкс.
- В документальном фильме из цикла «Гении и злодеи уходящей эпохи» (Россия, 2003 г.) роль У. Диснея сыграл российский актёр Дмитрий Филимонов.

## Нереализованные проекты
- Мультфильм Destino в соавторстве с Сальвадором Дали.
- Мультфильм «Коты-аристократы», который вышел в свет в 1970 году, уже после смерти Диснея.

## Фильмография
- 1921 — «Ньюман Смех-О-Г»
- 1922 — «Красная Шапочка»
- 1922 — «Четверо музыкантов из Бремена»
- 1922 — «Джек и бобовый стебель»
- 1922 — «Джек — убийца великанов»
- 1922 — «Голди и три медведя»
- 1922 — «Кот в сапогах»
- 1922 — «Золушка»
- 1922 — «Зуб Томми Такера»
- 1923 — «Марфа»[источник не указан 2953 дня]
- 1923 — 1927 — «Комедии Алисы» (сериал)
- 1927 — «Пустые носки» (англ. Empty Socks) (первый рождественский мультфильм)[27][28]
- 1927 — «Ой, учитель» (англ. Oh Teacher)
- 1927 — «Механическая корова» (англ. The Mechanical Cow)
- 1927 — «Дочь банкира» (англ. The Banker’s Daughter)
- 1927 — «Кролик Освальд» (англ. Oswald the Lucky Rabbit)
- 1928 — «Безумный самолёт» (англ. Plane Crazy)
- 1928 — «Пароходик Вилли» (англ. Steamboat Willie)
- 1929 — 1939 — «Забавные симфонии» (англ. Silly Symphonies)
- 1937 — «Белоснежка и семь гномов» (англ. Snow White & the 7 Dwarfs)
- 1940 — «Пиноккио» (англ. Pinocchio)
- 1940 — «Фантазия» (англ. Fantasia)
- 1941 — «Дамбо» (англ. Dumbo)
- 1942 — «Бэмби» (англ. Bambi)
- 1944 — «Три кабальеро» (англ. The 3 Caballeros)
- 1949 — «Приключения Икебода и мистера Тодда» (англ. The Adventures of Ichabod & Mr. Toad)
- 1950 — «Золушка» (англ. Cinderella)
- 1951 — «Алиса в Стране чудес» (англ. Alice In Wonderland)
- 1953 — «Питер Пэн» (англ. Peter Pan)
- 1955 — «Леди и Бродяга» (англ. Lady & the Tramp)
- 1959 — «Спящая красавица» (англ. Sleeping Beauty)
- 1961 — «Сто один далматин» («Сто один далматинец») (англ. One Hundred And One Dalmatians)
- 1963 — «Меч в камне»
- 1964 — «Мэри Поппинс»
- 1967 — «Книга джунглей» (последний мультфильм, снятый при жизни Диснея)
- 2003 — Destino

## Фильмы об Уолте Диснее
- 2015 — «Уолт Дисней»
- 2013 — «Спасти мистера Бэнкса»

## Награды и премии

### «Золотой глобус»
- 1948 — «Бэмби» — за версию фильма на хинди
- 1953 — Премия им. Сесиля де Милля
- 1954 — «Живая пустыня»

### Каннский кинофестиваль
- 1953 — приз за вклад в признание фестиваля

### Венецианский кинофестиваль
- 1934 — Лучший анимационный фильм — Funny Little Bunnies (1934)
- 1935 — Лучший анимационный фильм — The Band Concert (1935)
- 1936 — Лучший социально-политический фильм — Il cammino degli eroi (1936); также отмечен мультфильм Who Killed Cock Robin? (1935)
- 1938 — приз за «Белоснежку и семь гномов»
- 1950 — специальный приз за «Золушку» и документальный фильм «In Beaver Valley»

### Московский кинофестиваль
- 1935 — третья премия — «за художественные мультипликационные фильмы, являющиеся высоким образцом мастерства»[29]

### David di Donatello
- 1956 — «Леди и бродяга» (1955)

### Directors Guild of America
- 1955 — Honorary Life Member Award

### Золотой экран
- 1969 — «Книга джунглей» (1967) — посмертно

### Laurel Awards
- 1958 — Golden Laurel — лучшему продюсеру (2-е место)
- 1959 — Golden Laurel — лучшему продюсеру (3-е место)
- 1960 — Golden Laurel — лучшему продюсеру (2-е место)
- 1961 — Golden Laurel — лучшему продюсеру
- 1962 — Golden Laurel — лучшему продюсеру
- 1963 — Golden Laurel — лучшему продюсеру
- 1964 — Golden Laurel — лучшему продюсеру
- 1965 — Golden Laurel — лучшему продюсеру
- 1966 — Golden Laurel — лучшему продюсеру
- 1967 — Golden Laurel — специальный приз, посмертно

### Montreal World Film Festival
- 1999 — Grand Prix Special des Amériques — за исключительный вклад в киноискусство, посмертно

### Motion Picture Screen Cartoonists Awards
- 1987 — специальный приз в честь 50-летия «Белоснежки и семи гномов», посмертно

### New York Film Critics Circle Awards
- 1939 — специальный приз за «Белоснежку и семь гномов»
- 1940 — специальный приз за «Фантазию»

### Награды «Эмми»
- 1956 — лучший продюсер

### Награды «Энни»
- 1975 — награда им. Виндзора МакКея, посмертно

### Голливудская аллея славы
Уолт Дисней имеет 2 звезды-эмблемы на Аллее славы за вклад в киноискусство и за развитие телевидения.

### Прочие
- 1940 — Медаль прогресса (Общество инженеров кино и телевидения)
- 1952 — Медаль прогресса (Фотографическое общество Америки)

### На русском языке
- Арнольди Э. М. Жизнь и сказки Уолта Диснея. — Л. : Искусство, 1968. — 212 с.
- Дисней, Дисни Уолт : [арх. 12 июня 2017] / А. А. Волков // Динамика атмосферы — Железнодорожный узел [Электронный ресурс]. — 2007. — С. 61. — (Большая российская энциклопедия : [в 35 т.] / гл. ред. Ю. С. Осипов ; 2004—2017, т. 9). — ISBN 978-5-85270-339-2.
- Молтин Л. О мышах и магии. История американского рисованного фильма = Of Mice and Magic. A History of American Animated Cartoons / Пер. с англ. Ф. Хитрука. — М.: Издательство Дединского, 2018. — С. 60—127. — 640 с. — ISBN 978-5-6040967-0-3.

### На других языках
- Barrier, Michael (1999). Hollywood Cartoons: American Animation in Its Golden Age. Oxford: Oxford University Press. ISBN 0-19-516729-5.
- Mosley, Leonard. Disney’s World: A Biography (1985, 2002). Chelsea, MI: Scarborough House. ISBN 0-8128-8514-7.
- Schickel, Richard and Dee, Ivan R (1967, 1985, 1997). The Disney Version: The Life, Times, Art and Commerce of Walt Disney. Chicago: Ivan R. Dee, Publisher. ISBN 1-56663-158-0.
- Thomas, Bob (1991). Disney’s Art of Animation: From Mickey Mouse to Beauty and the Beast. New York: Hyperion. ISBN 1-56282-899-1
- Thomas, Bob (1976,1994). Walt Disney: An American Original ISBN 0-7868-6027-8
- Broggie, Michael (1997, 1998, 2005). Walt Disney’s Railroad Story. Virginia Beach, Virginia. Donning Publishers. ISBN 1-56342-009-0
- Eliot, Marc (1993). Walt Disney: Hollywood’s Dark Prince. Carol. ISBN 1-55972-174-X
- Gabler, Neal. Walt Disney: The Triumph of American Imagination (2006). New York, NY. Random House. ISBN 0-679-43822-X
- Sherman, Robert and Richard Sherman (1998) «Walt’s Time: From Before to Beyond» ISBN 0-9646059-3-7.